# Saint-Cirgues-de-Prades
Saint-Cirgues-de-Prades é uma comuna francesa na região administrativa de Auvérnia-Ródano-Alpes, no departamento de Ardèche. Estende-se por uma área de 3,48 km². Em 2010 a comuna tinha 141 habitantes (densidade: 40,5 hab./km²).